# David Uzcátegui
David Ricardo Uzcátegui Campins (Caracas, 15 de octubre de 1975) es un político venezolano, ejerció como concejal del Municipio Baruta entre 2000 y 2013. Fue miembro del partido político Primero Justicia hasta su renuncia en 2017, y actualmente es miembro de la Dirección Nacional de Fuerza Vecinal. Fue candidato de la oposición al chavismo a la gobernación de Miranda para las elecciones regionales de 2021, siendo derrotado por el entonces Gobernador de la entidad y candidato a la reelección, Héctor Rodríguez. Luego, en las elecciones parlamentarias de 2025, seria electo diputado a la Asamblea Nacional de Venezuela por Fuerza Vecinal.

## Biografía

### Estudios
David Uzcátegui es Licenciado en Administración mención Finanzas, egresado de la Universidad Metropolitana en el año 2003 y actualmente cursa la Maestría en Gerencia Pública de la Unimet. Posee estudios de Maestría en Ciencia Política en la Universidad Simón Bolívar.
Durante su carrera universitaria, estuvo muy involucrado con la representación estudiantil de su casa de estudios, logrando ocupar la presidencia del consejo estudiantil de su escuela e incluso de la Universidad. Una vez egresado, continuo vinculado con la Universidad, llegando a ocupar la vicepresidencia y la presidencia de la Asociación de Egresados. 

## Carrera política
Fue miembro del partido Primero Justicia desde su fundación, en el año 2000, ocupando diversos cargos dentro de la organización política, tales como: Coordinador General del Municipio Baruta, Secretario Nacional de Asuntos Municipales y miembro de la Dirección Nacional.

### Concejal del Municipio Baruta (2000 - 2013)
En el año 2000, fue electo Concejal Principal del Municipio Baruta, siendo el jefe de fracción y portavoz de su partido. Durante su mandato como concejal, presidió la comisión de finanzas del Concejo Municipal. En 2005, fue reelecto como Concejal y durante ese período fue Vicepresidente y posteriormente Presidente del cuerpo por cinco años (2009-2013).

### Candidato a la Alcaldía del Municipio Baruta (2013)
En 2012, participó en las elecciones primarias convocadas por la Mesa de la Unidad Democrática y ganó con más de 50.000 votos para ser el candidato a Alcalde del Municipio Baruta en las elecciones municipales del año 2013.Sin embargo, fue inhabilitado por irregularidades administrativas durante su gestión como concejal de Baruta, mediante sentencia del Tribunal Supremo de Justicia.
En 2017, decidió abandonar el partido Primero Justicia, debido a que la organización decidió no participar en las municipales de ese año, en las que Uzcátegui había impulsado la candidatura de Darwin González a la alcaldía de Baruta.

### Candidato a la Gobernación del Estado Miranda (2021)
Nuevamente habilitado para ejercer cargos de elección popular, Uzcátegui anunció en mayo de 2021, su candidatura a la gobernación del Estado Miranda para las elecciones regionales de 2021, en las que la oposición mayoritaria dudó en participar. En un evento en el que asistieron más de 3000 personas, Uzcátegui contó con el respaldo de diversos alcaldes y personalidades políticas del estado.
El 26 de junio, Uzcátegui participó en la creación del partido político «Fuerza Vecinal», junto a alcaldes opositores de todo el país, de cara a las elecciones de 2021. A finales de agosto, la Plataforma Unitaria decide participar en las elecciones y elige a Carlos Ocariz como candidato, pero no llegan a un acuerdo con David Uzcátegui para elegir un candidato único por la gobernación de Miranda.
Desde agosto hasta noviembre, Uzcátegui y Ocariz protagonizaron varios roces públicos en torno a la unificación de la candidatura, ambos negándose a ceder. El 7 de noviembre de 2021, Ocariz invitó a Uzcátegui a una reunión privada para definir quién abandonaría la carrera, la cual no tuvo éxito. A pesar no lograr llegar a un acuerdo, los equipos de ambos candidatos se mantuvieron en conversaciones buscando puntos en común y teniendo como objetivo asegurar un solo candidato.
Finalmente, el 11 de noviembre de 2021, fecha límite para retirar y modificar candidaturas, Carlos Ocaríz decidió declinar su candidatura en favor de Uzcátegui, convirtiéndolo en candidato oficial de la alianza opositora a la gobernación del Estado Miranda. Ante esto, la Mesa de la Unidad Democrática hizo la solicitud para reemplazar a Ocaríz por Uzcátegui, pero el Consejo Nacional Electoral rechazó la modificación por haberla recibido fuera del plazo establecido, pues, posterior a esa fecha, se debían enviar las máquinas de votación a los diversos estados del país.Luego, en las elecciones regionales de Venezuela de 2021, Uzcátegui sería derrotado por el candidato del Partido Socialista Unido de Venezuela (PSUV), Héctor Rodríguez.
|  | 48,44 % |

|  | 40,41 % |

|  | 11,16 % |

### Diputado a la Asamblea Nacional (desde 2026)
En las elecciones parlamentarias de 2025, seria electo como diputado a la Asamblea Nacional (AN) por circunscripción nacional, encabezando la lista de Fuerza Vecinal, siendo la cuarta alianza partidista mas votada al obtener 141.588 votos (2,35%), frente a la lista del Gran Polo Patriótico Simón Bolívar (GPPSB), la cual alcanzó 5.024.475 votos (83,42%); mientras que las listas de Alianza Democrática y de la alianza UNT-Única obtuvieron 361.769 votos (6,01%) y 304.425 votos (5,05%), respectivamente.
|  | 83,42 % |

|  | 06,01 % |

|  | 05,05 % |

|  | 02,35 % |

|  | 03,02 % |

## Carrera en medios de comunicación
Ha sido columnista de diarios venezolanos, como: Últimas Noticias, 2001 y El Mundo. Es articulista de opinión de los diarios El Universal y La Voz, desde hace más de 15 años, y conduce el programa radial La Voz de Miranda, de las emisoras: 88.1 FM, Copacabana Stereo 93.7 FM, La Señal 93.3 FM, 97.1 FM y 107.1 FM; y RadioMía 105.7 FM.

## Denuncia de irregularidades administrativas
El 30 de marzo de 2005, la Contraloría General de la República inhabilitaría a David Uzcátegui para el ejercicio de cualquier cargo público, por un periodo de cinco años, de conformidad con lo establecido en el artículo 105 de la Ley Orgánica de la Contraloría General de la República y del Sistema Nacional de Control Fiscal, debido a que la Dirección de Determinación de Responsabilidades de la Dirección General de Procedimientos Especiales de la Contraloría General, declaró la responsabilidad administrativa de Uzcátegui, como Concejal del Municipio Baruta, durante el ejercicio fiscal de 2002, en la aprobación de 116 órdenes de pago para la cancelación de sueldos al personal municipal, sin que las mismas hubiesen sido cometidas al correspondiente control previo al pago, que correspondía ejercer a la Contraloría Municipal, bajo un supuesto de emergencia para solventar el atraso del pago de los sueldos de los trabajadores del Municipio Baruta; además de haber aprobado la orden del pago especial, por un monto de 21.450.000,00 Bs., por concepto de pago de dietas a Concejales pertenecientes al Concejo Municipal de Baruta, desde el 1 de enero de 2002, hasta el 31 de enero de 2002, calculadas en un monto quincenal de 975.000,00 Bs., en contravención a las normas del Régimen Transitorio aplicables, donde se especifica que dichos pagos debieron ascender a un monto mensual máximo de 403.200,00 Bs.

### Dudas en la fecha de finalización de la inhabilitación política
El 23 de agosto de 2011, el Juzgado 22.º de Municipio de la Circunscripción Judicial del Área Metropolitana de Caracas, inició un procedimiento con el objeto que se ordene a la Contraloría General de la República y al Consejo Nacional Electoral, actualizar los registros y sistemas físicos e informáticos que mantenían registrado a David Uzcátegui como ciudadano venezolano con inhabilitación política, a pesar de que para la fecha había vencido el plazo de cinco años de inhabilitación que le fue impuesto, mediante acto administrativo de fecha 30 de marzo de 2005.
Originalmente, mediante Resolución N° 01-00-096, la Contraloría General de la República le impuso a Uzcátegui la inhabilitación para el ejercicio de funciones públicas, la cual establecía que dicha sanción comenzaría a computarse a partir de la notificación de esa resolución, efectuada en fecha 29 de abril de 2005, y por tanto debía finalizar el 29 de abril de 2010; tanto es así, que la Sala Político Administrativa del Tribunal Supremo de Justicia, señaló que esa inhabilitación surtió efectos en tal sentido que no se le permitió a Uzcátegui postularse al cargo de Alcalde del Municipio Baruta, en las elecciones regionales realizadas en 2008.
El Consejo Nacional Electoral señaló en un informe que, en la revisión realizada a los archivos correspondientes a los movimientos de actualización del Registro Electoral, se pudo constatar que David Uzcátegui cumplió con la sanción administrativa de la Resolución N° 01-00-096, de fecha 30 de marzo de 2005, por un período de cinco años, por lo que la Oficina Nacional de Registro Electoral realizará las gestiones administrativas correspondientes al levantamiento de dicha sanción, la cual sería reflejada en el corte del Registro Electoral del mes de agosto de 2011. Sin embargo, la Contraloría General de la República afirmó que como Uzcátegui, para la fecha del procedimiento, y desde hace seis años, ejerce el cargo de Concejal Principal del Municipio Baruta, es decir, una función pública, la sanción de inhabilitación para el ejercicio de funciones públicas impuesta, no podía ejecutarse por estar desempeñando un cargo de elección popular, debiendo entonces comenzar la inhabilitación a surtir sus efectos legales una vez vencido el período para el cual fue electo el sancionado, o a partir de que cese efectivamente en el ejercicio de sus funciones. Los argumentos que usa la Contraloría para sustentar dicha afirmación, se basan en la sentencia aclaratoria de fecha 31 de mayo de 2005, identificada bajo el N° 1056 y recaída en el expediente N° 04-425, de la Sala Constitucional del Tribunal Supremo de Justicia, la cual señala que:

Ahora bien, mediante sentencia N° 174 del 8 de marzo de 2005, la Sala declaró parcialmente con lugar, la aclaratoria solicitada en relación al fallo N° 2444, precisando que «la inhabilitación para ejercer cualquier función pública, contenida en las Resoluciones dictadas por el Contralor General de la República, comienzan a surtir efectos legales una vez vencido el período para el cual fue electo el representante popular sancionado, o a partir de que cese efectivamente en el ejercicio de sus funciones con ocasión de las nuevas elecciones», lo que impedía «al representante popular afectado optar a la reelección en el venidero proceso comicial» [...]. Teniendo en cuenta ello, no es posible por vía de una sanción administrativa destituir a un funcionario de elección popular, por lo que la inhabilitación para el ejercicio de cargos públicos tiene que ser entendida como inhabilitación para ejercer en el futuro cualquier función pública, sea esta originada por concurso, designación o elección; no obstante, la Contraloría General de la República puede ejercer, en relación a este representante de elección popular, cualquiera de las otras sanciones administrativas que no impliquen la pérdida definitiva de su investidura…

Debido a ello, el Juzgado decidió que dicha sanción aún no ha sido ejecutada, toda vez que el accionante viene ejerciendo un cargo de elección popular por el mismo tiempo, como es el de Concejal del Municipio Baruta, no pudiendo ejecutarse la sanción hasta que el accionante cese en sus funciones de Concejal, por lo que se declaró sin lugar el procedimiento descrito.